# 러시아 정교회 대한교구
러시아 정교회 대한교구(大韓敎區, 러시아어: Корейская епархия Русской Православной Церкви) 또는 대한정교회(大韓正敎會)는 한국(남한과 북한 포함)을 관할 지역으로 하는 러시아 정교회의 교구이다. 남동 아시아 총대주교 관구(러시아어: Патриарший экзархат в Юго-Восточной Азии)의 산하에 있다.

## 역사
한국의 동방 정교회의 역사는 구한말 들어온 러시아인 선교사들로부터 시작하며, 1932년 이래로 러시아 정교회의 자치교회인 일본 정교회의 관할 하에 있었다. 1956년 한국 정교회는 신도총회를 열고 소속을 콘스탄티노폴리스 세계 총대주교청 산하로 옮기기로 결정하였다. 2004년에는 한국 정교회가 대교구로 승격하며 자치권을 부여받았다.
2018년 콘스탄티노폴리스-모스크바 분열 이후 러시아 정교회는 한국 정교회와 분리된 새로운 교회를 설립하였고, 2019년 2월 26일 모스크바 총대주교청은 러시아 정교회 성시노드 회의에서 대한교구 설치를 공식 결정하였다. 대한교구는 남한의 러시아 정교회 신자 공동체뿐 아니라 2006년 세워진 북한의 정백사원까지 관할구역으로 한다.

## 조직
관할하는 성당으로는 서울 그리스도 부활 성당, 부산 성모 탄생 성당, 영종도 성 대 안토니오스 소성당, 인천의 모든 성인 성당, 경주 성 니콜라이 수난자 황가 성당, 청주의 모든 천사 성당, 평양 성삼위성당(정백사원)이 있다.
현재 대한대주교는 2019년 4월 4일 러시아 정교회 성시노드 회의에서 임명된 테오판 김이다. 그는 유즈노사할린스크 출신의 사할린 한인이다.

## 같이 보기
- 한국 정교회